# Magdalena Abakanowicz
Marta Magdalena Abakanowicz-Kosmowska, poljska kiparka in oblikovalka tapiserij, * 20. junij 1930, Falenty, † 20. april 2017.
Po končanem študiju slikarstva leta 1961 se je začela ukvarjati s tkanjem in oblikovanjem tekstila. Močno je vplivala na razvoj tako imenovane mehke skulpture in prostorskih tkanih objektov.